# مجلس شيوخ رود آيلاند
مجلس شيوخ رود آيلاند (بالإنجليزية: Rhode Island Senate)‏ هو مجلس شيوخ ولاية رود آيلاند الأمريكية، وهو المجلس الأعلى في جمعية رود آيلاند العامة.

## طالع أيضًا
- جمعية رود آيلاند العامة